# 郝和尚バアトル
郝 和尚バアトル（かく わしょう バアトル、? - 1252年）は、モンゴル帝国に仕えた漢人将軍の一人。

## 概要
郝和尚バアトルは太原府出身の漢人であるが、幼くしてモンゴル軍の捕虜になったことにより漢人としては特殊な小字（和尚抜都）で呼ばれるようになった人物であった。郝和尚バアトルを捕虜としたのは太原地区に始めて侵攻したウルウト部の郡王ケフテイで、郝和尚バアトルはケフテイの下で通訳や騎射を学んだ。通訳（ケレメチ）としての能力が認められたことで郝和尚バアトルはチンギス・カンより南宋への使者に抜擢され、4度に渡って南宋へと往復したという。
1228年（戊子）には「九原府（太原路）」 の主帥に任じられた。なお、同時期に「九原府左副元帥・権四州都元帥」という地位を授けられた周献臣という人物がいるが、この「四州」は崞州・代州・堅州・台州のことと考えられ、郝和尚バアトルは太原府の中でもこの四州を除いた太原・忻州一帯の指揮を委ねられたものとみられる。1230年（庚寅）からは第二次金朝侵攻に従軍し、潼関・陝西方面の経略に功績を挙げている。1231年（辛卯）には行軍千戸の地位を授かり、1235年（乙未）より皇子クチュの南宋親征に加わった。襄陽では南宋軍40万を漢水の上で迎え撃ち、百名の先鋒を率いて敵陣を突き崩す功績を挙げた。
1236年（丙申）からは四川方面軍に振り分けられ、タガイ・ガンポの軍に加わって興元を攻略した。その後、南宋の将軍の王連が守る剣閣を攻めた時には決死の兵12名を募って夜襲し、これを陥落させるという大功を挙げた。1237年（丁酉）には夔府を奪取して長江に至り、南宋兵30万と相対した。郝和尚バアトルは勇敢な兵9人を選んで小舟に乗って敵陣に突入を繰り返し、これによって陣の崩れた南宋は撤退したため、この善戦によって郝和尚バアトルの名は広く知られるようになったという。なお、この頃太原の故郷に帰郷して著名な文人の元好問と交流を結んだようであり、後に元好問には息子の郝天挺の教育を委ねてもいる。
1240年（庚子）に郝和尚バアトルがオゴデイ・カアンに謁見すると、オゴデイは郝和尚バアトルに服を脱がせて体中の傷跡が21箇所もあることを見て取り、その功労を嘉した。そこで「宣徳・西京・太原・平陽・延安五路万戸」の地位を授け、兵二万の指揮権を委ねたという。この「五路万戸」の地位は郝和尚バアトルの息子たちに受け継がれ、後々まで四川での軍事行動に貢献することになる。
1244年（甲辰）には新たに即位したグユク・カンに謁見し、銀万錠を与えられた。この時、郝和尚バアトルは「この賞腸は私一人が受けるには厚すぎます。私の功労は皆配下の将校の協力によるものであります」と述べたため、配下の劉天禄ら11名にも金銀符が授けられたという。1248年（戊申）には詔を受けて太原府を治めるようになった。1249年（己酉）には「五路万戸府」が「河東北路行省」に昇格となったが、それからおよそ4年後の1252年（壬子）3月に亡くなった。
郝和尚バアトルの息子は12人おり、太原路軍民万戸都総管となった郝天益、五路万戸を継承した郝仲威、鎮蛮都元帥・軍民宣慰使となった郝札剌不花、大都路総管兼府尹となった郝天挙、陝西アウルク万戸となった郝天祐、夔州路総管となった郝天沢、京兆等路諸軍アウルク万戸となった郝天麟、河南江北行中書省平章政事となった郝天挺らがいる。この中で最も著名なのが郝天挺で、『元史』には独立した列伝が立てられている。

## モンゴル帝国の四川駐屯軍
- 成都等路万戸府(成都路)…耶律禿満答児・汪嗣昌一族・劉恩一族
- 嘉定万戸府(嘉定府路)…テムル・ブカ一族
- 保寧万戸府(広元路)…石抹不老一族・汪惟簡一族
- 順慶等処万戸府(順慶路)…不明
- 重慶五路守鎮万戸府(重慶路)…郝和尚バアトル一族
- 夔州路万戸府(夔州路)…石抹狗狗一族
- 叙州万戸府(叙州路)…不明